# Zničení Železného pasu
Zničení Železného pasu (anglicky Destruction of Isengard) neboli také bitva u Isengardu (Battle of Isengard) je jednou z důležitých vojenských událostí války o Prsten odehrávajících se ve světě J. R. R. Tolkiena. Entům vedeným svým pánem Stromovousem se podařilo překvapit čaroděje Sarumana a nečekaně obsadit jeho pevnost, čímž se zasloužili o jeho porážku. Bitva je autorem popsána v druhém díle trilogie Pán prstenů Dvě věže.

## Předehra
Čaroděj Saruman sídlil v Železném pasu od roku 2759 T. v., kdy k tomu dostal povolení od gondorského správce Berena. Z počátku pomáhal svým sousedům Rohanským a rovněž přátelsky navštěvoval Stromovouse v jeho lese. Později však podlehl moci orthanského palantíru, jehož prostřednictvím se spojil se znovu povstávajícím Sauronem, který jej brzy začal ovládat.
Saruman se pro spolupráci s Temným pánem pokusil získat i čaroděje Gandalfa, který však odmítnul a tak byl v Orthanku uvězněn. Dík orlu Gwaihirovi se Gandalfovi podařilo z Orthanku uprchnout. Od této chvíle Saruman otevřeně přešel na Sauronovu stranu, zbrojil, špehoval nositele prstenu a připravoval se na přepadení Rohanu. Jeho služebníci tehdy znetvořili okolí Železného pasu a pokáceli mnoho z fangornských stromů, čímž si znepřátelili pastýře stromů – enty.
Když se na počátku roku 3019 T. v. Společenstvo prstenu přiblížilo k hranicím Gondoru vyslal proti nim Saruman nově vyšlechtěné plemeno poloskřetů – Uruk-hai. Těm se podařilo družinu dostihnout, usmrtit Boromira a unést půlčíky Smíška s Pipinem, o kterých se domnívali, že se jedná o Nosiče prstenu. Skřeti však své zajatce doručit nedokázali, neboť byli poblíž lesa Fangornu pobiti rohanskými jezdci. Oběma hobitům se podařilo v nastalém zmatku uniknout a skrýt se v lese. Tam se seznámili s vůdcem entů Stromovousem. Ten po jejich vyslechnutí svolal Entí sraz, na němž se shromáždění pastýři stromů dohodli na okamžitém útoku proti Sarumanově tvrzi. Spolu s pastýři stromů, kteří vedli obrovský počet polodivokých huornů, se k Železnému pasu vydali také Pipin se Smíškem.

## Útok na Železný pas
| „                       | Dnes v noci mám co dělat v Železném pasu, se skalami a kameny. | “ |
| — Stromovous před bojem |                                                                |   |

Stromovous a jeho lid využili noční tmy, pod jejíž rouškou bez zpozorování sestoupili z okolních hřebenů do Čarodějova opevněného údolí. Měli velké štěstí, neboť právě tehdy udělil Saruman svým vojskům povel k útoku na Rohan a celé vojsko Železného pasu čítající kolem deseti tisíc mužů odpochodovalo k jihu.
Po odchodu vojsk šel Stromovous k bráně pevnosti, kde byl napaden šípy a kameny. To však enta pouze více rozzuřilo, načež on a zhruba dalších deset entů vyvrátilo bránu a vtrhlo do Železného pasu. Téměř všichni obránci se pokusili zachránit si svůj život útěkem. Enti a huorni, kteří mezitím obestoupili celý Angrenost, nechali z pevnosti po výslechu odejít pouze několik desítek lidí. Žádnému ze zbývajících skřetů se pravděpodobně utéci nepodařilo a většinu z nich zahubili při útěku huorni. Samotnému Sarumanovi se podařilo uprchnout do nedobytného Orthanku, kde se před enty zabarikádoval.
Enti ani huorni proti kamenné věži nic nezmohli a tak se velká část z nich za svítání vypravila na sever směrem k pramenům řeky Želíz. Tam během jediného dne pod Stromovousovým vedením vyhloubili hluboké rybníky a vystavěli vysoké hráze do nichž vykopáním potřebných kanálů svedli vodu z Želíze a dalších okolních potoků. Po napuštění nádrží enti hráze protrhli a zaplavili tak všechny štoly a díry vyhloubené v Železném pasu Sarumanovými služebníky.

## Důsledky
Ještě v průběhu budování hrází přispěchal do Železného pasu Gandalf, který hledal Stromovousovu pomoc kvůli probíhající bitvě v Helmově žlebu. Vůdce entů vyslal na pomoc obléhaným část huornů, kteří přispěli k slavnému vítězství nad Sarumanovými vojsky. Tímto rozdrcením čarodějovi invazní armády a rozbořením jeho pevnosti byly všechny Sarumanovy plány na obsazení Rohanu smeteny.
Dohrou celého boje se stal rozhovor mezi Gandalfem, rohanským králem Théodenem a Sarumanem, kterého se Gandalf naposledy marně pokusil přivést k nápravě. Gandalf následně vyloučil Sarumana z Bílé rady a zlomil jeho hůl. Vyjednavače se přitom pokusil usmrtit Gríma Červivec, který z věže jejich směrem vyhodil palantír.
Gandalf a jeho společníci po tomto rozhovoru ze Železného pasu odjeli a nechali jej v rukou Stromovouse, který se zavázal střežit věž a pod jehož správou se údolí Angrenostu znovu zazelenalo.

## Adaptace
Ve filmové adaptaci Peter Jacksona je obsazení Železného pasu rozděleno mezi druhý a třetí díl. V závěru snímku Dvě věže je zachycena porada entů, kteří nakonec do války jít odmítnou. Stromovous má v úmyslu odnést Smíška s Pipinem na okraj lesa, avšak díky hobití lsti je ent doprovodí až k blízkosti Železného pasu. Teprve až Fangorn uvidí spoušť napáchanou Sarumanem přivolá ostatní enty a přichystá se k boji. I s oběma hobity se enti vydávají na poslední pochod k Sarumanovu sídlu, věži Orthanku, stojící uprostřed kruhu skal v Železném pasu. Saruman již vyslal své vojsko proti Rohirům a entové jej tak zastihnou nepřipraveného. Zaútočí na Železný pas, rozboří jeho opevnění a protrhnou přehradu na říčce nad Orthankem, načež je okolí věže zaplaveno a Saruman je uvězněn ve své věži.
V úvodu posledního dílu filmové trilogie se odehraje rozhovor mezi Sarumanem a vítězi z bitvy o Helmův žleb, kteří do Železného pasu po bitvě přijíždějí. Saruman se pokouší získat krále Théodena, ten však čarodějově moci nepodlehne. Gandalf vyzve Sarumana, aby sestoupil, ale ten odmítá, načež Gandalf láme Sarumanovu hůl a zbavuje jej moci. Poté je na rozdíl od knižní předlohy Saruman zabit svým sluhou Červivcem, kterého vzápětí svým šípem usmrtí elf Legolas.